# Poltys
Poltys C. L. Koch, 1843 è un genere di ragni appartenente alla famiglia Araneidae.

## Distribuzione
Le 43 specie oggi note di questo genere hanno ampia diffusione: in Asia meridionale, Asia orientale, Oceania, Asia sudorientale e nell'Africa subsahariana: la specie dall'areale più vasto è la P. illepidus, che spazia dalla Thailandia lungo tutta l'Indonesia fino all'Australia; sei specie sono state reperite in India e altre sei in Birmania e quattro specie sono endemismi insulari.

## Tassonomia

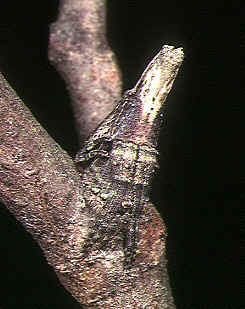
Poltys columnaris, femmina

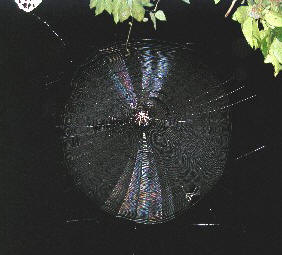
Poltys illepidus, ragnatela

Dal 2013 non sono stati esaminati esemplari di questo genere.
Ad aprile 2014, si compone di 43 specie:
1. Poltys acuminatus Thorell, 1898 - Birmania
2. Poltys apiculatus Thorell, 1892 - Singapore
3. Poltys baculiger Simon, 1907 - Gabon
4. Poltys bhabanii (Tikader, 1970) - India
5. Poltys bhavnagarensis Patel, 1988 - India
6. Poltys caelatus Simon, 1907 - Sierra Leone, Gabon, isola di Sao Tomé
7. Poltys columnaris Thorell, 1890 - India, Sri Lanka, Sumatra, Giappone
8. Poltys corticosus Pocock, 1898 - Africa orientale
9. Poltys dubius (Walckenaer, 1842) - Vietnam
10. Poltys elevatus Thorell, 1890 - Sumatra
11. Poltys ellipticus Han, Zhang & Zhu, 2010 - Cina
12. Poltys fornicatus Simon, 1907 - isola di Principe
13. Poltys frenchi Hogg, 1899 - Nuova Guinea, arcipelago delle Molucche, Queensland
14. Poltys furcifer Simon, 1881 - Zanzibar, Sudafrica
15. Poltys godrejii Bastawade & Khandal, 2006 - India
16. Poltys grayi Smith, 2006 - isola di Lord Howe
17. Poltys hainanensis Han, Zhang & Zhu, 2010 - Cina
18. Poltys horridus Locket, 1980 - isole Comore, isole Seychelles
19. Poltys idae (Ausserer, 1871) - Borneo
20. Poltys illepidus C. L. Koch, 1843[2] - dalla Thailandia all'Australia, isola di Lord Howe, isole Norfolk
21. Poltys jujorum Smith, 2006 - Queensland
22. Poltys kochi Keyserling, 1864 - isole Mauritius, Madagascar
23. Poltys laciniosus Keyserling, 1886 - Australia
24. Poltys longitergus Hogg, 1919 - Sumatra
25. Poltys millidgei Smith, 2006 - Australia occidentale, Territorio del Nord, isola di Bali, isola di Sumbawa
26. Poltys monstrosus Simon, 1897 - Sierra Leone
27. Poltys mouhoti (Günther, 1862) - Vietnam
28. Poltys nagpurensis Tikader, 1982 - India
29. Poltys nigrinus Saito, 1933 - Taiwan
30. Poltys noblei Smith, 2006 - Queensland, Nuovo Galles del Sud, Victoria
31. Poltys pannuceus Thorell, 1895 - Birmania
32. Poltys pogonias Thorell, 1891 - isole Nicobare
33. Poltys pygmaeus Han, Zhang & Zhu, 2010 - Cina
34. Poltys raphanus Thorell, 1898 - Birmania
35. Poltys rehmanii Bastawade & Khandal, 2006 - India
36. Poltys reuteri Lenz, 1886 - Madagascar
37. Poltys squarrosus Thorell, 1898 - Birmania
38. Poltys stygius Thorell, 1898 - dalla Birmania al Queensland
39. Poltys timmeh Smith, 2006 - Nuova Caledonia, isole della Lealtà
40. Poltys turriger Simon, 1897 - Vietnam
41. Poltys turritus Thorell, 1898 - Birmania
42. Poltys unguifer Simon, 1909 - Vietnam
43. Poltys vesicularis Simon, 1889 - Madagascar

### Nomina dubia
- Poltys dromedarius (Bradley, 1876c); esemplare femminile rinvenuto in Nuova Guinea e originariamente descritto come Rhyncharachne, a seguito di uno studio dell'aracnologa Smith del 2006, è da ritenersi nomen dubium[1].
- Poltys papuensis (Bradley, 1876b); esemplare femminile rinvenuto in Nuova Guinea e originariamente descritto come Gerrosoma, trasferito qui da un lavoro dell'aracnologo Simon (1895a), a seguito di uno studio della Smith del 2006, è da ritenersi nomen dubium[1].